# Вазагашвили, Георгий
Георгий Вазагашвили (груз. გიორგი ვაზაგაშვილი, род.19 апреля 1974) — грузинский дзюдоист, чемпион Европы, призёр чемпионатов мира и Олимпийских игр.

## Биография
Родился в 1974 году в Гори. В 1993 году стал бронзовым призёром чемпионата мира. В 1995 году завоевал серебряные медали чемпионатов Европы и мира. В 1996 году стал чемпионом Европы, но на Олимпийских играх в Атланте был лишь 7-м. В 1997 году вновь стал чемпионом Европы и завоевал бронзовую медаль чемпионата мира. В 1999 году стал бронзовым призёром чемпионата Европы. В 2000 году завоевал бронзовую медаль Олимпийских игр в Сиднее. В 2004 году принял участие в Олимпийских играх в Афинах, но наград не завоевал.